# Йонссон, Кристофер
Кристофер Йонссон (швед. Christofer Johnsson; род. 10 августа 1972) — шведский рок-музыкант, гитарист и композитор, основатель и лидер группы Therion. Один из создателей жанра симфоник-метал.

## Биография
Йонсон родился в 1972 году в пригороде Стокгольма. С детства был поклонником рок-музыки, от The Beatles до Metallica.
В 1987 году основал группу Blitzkrieg, игравшую дэт-метал с уклоном в трэш-метал. Поначалу группа мало выделялась среди аналогичных проектов того времени. В 1988 году первый состав распался. Новый получил название Megatherion, по песне и альбому группы Celtic Frost. Впоследствии имя сократилось до Therion. Кристофер был автором всей музыки и, поначалу, всех текстов группы, а также вокалистом. На ранних альбомах Йонсен исполнял партию бас-гитары, позднее перешёл на соло-гитару. Постепенно эволюционируя к дэт-дум-металу, Therion все чаще использовали симфонические аранжировки и женский вокал. Альбом Theli считается поворотным в истории группы и первым в истории альбомом в жанре симфо-метал.
Кристофер был участником групп Carbonized и Demonoid. Первая была основана Ларсом Розенбергом (экс-басистом Entombed и Therion), а последняя была создана его коллегами по Therion братьями Ниеманнами. В 2006 году Йонсен объявил о своем уходе из этой группы, так как он не намерен более петь. В 2008 году разлад с Ниеманнами привел к их уходу в свою очередь из Therion.

## Попытка поджога
26 июня 1992 года поклонница группы Burzum попыталась поджечь квартиру Кристофера. На двери квартиры ножом была вырезана надпись «Граф был здесь и ещё вернётся», а в дневнике девушки была обнаружена запись, что поджог якобы поручил ей совершить Викернес. Варг был допрошен как подозреваемый в подстрекательстве, но заявил, что не знаком с обвиняемой, и был отпущен. 18-летняя Сууви Мариотта Пуурунен, непосредственная исполнительница поджога, была отправлена на принудительное психиатрическое лечение.

Смешно, а не страшно. Варг послал девчонку делать за него его работу. Кого он в следующий раз натравит — свою собачку? 
Йонсон в интервью

## Скандал на HammerFest
На концерте в Москве в 2006 году в клубе Б1 Maximum — фестиваль HammerFest, где должны были выступать Catharsis, Pain, Therion и Blind Guardian — у Кристофера произошла ссора с лидером Blind Guardian Ханси Кюршем. Из-за халатности организаторов на сцене оказались неубранные машины с автосалона, проходившего за день до концерта. Они были замаскированы занавесом, но площадь сцены резко уменьшилась. Затем, после саундчека Blind Guardian заявили, что не станут убирать ударную установку со сцены, так как её перенос потребует дополнительной настройки. Это ставило под угрозу выступление трех других групп, так как Blind Guardian как хедлайнеры должны были выступить последними, а в особенности выступление Therion, так как группа должна была представить в Москве сценическое шоу с декорациями, на которые теперь не оставалось места. После долгих дебатов Йонсена и Кюрша последний отказался убирать установку. Участники Therion договорились все же выступить, но концерт был сильно сокращен и перенесен на позднее время, а выступление Catharsis было вовсе отменено. В открытом письме Кристофер возложил всю ответственность за неудачный концерт на организаторов и лично на Ханси Кюрша.

## Религия
Кристофер Йонсон является членом мистического общества Орден Красного Дракона. Его друг Томас Карлсон — лидер этого общества и поэт, который пишет тексты Therion, посвященные мифологии народов мира и мистическим учениям древности.

## Личная жизнь
Встречается с Миной Караджич (род. 1989) фотографом и участницей сайд-проекта Кристофера Luciferian Light Orchestra (её голос звучит в нескольких песнях, а также её можно увидеть в клипах этой группы). Мина родом из Черногории, они познакомились в 2010 году в Белграде на концерте Therion, где она присутствовала как журналист и фотограф. На данный момент переехала в Швецию.
У Кристофера есть сын, родившийся в 2003 году.